# ألفا م مبكين
ألفا م مبكين (بالإنجليزية: Alva M. Lumpkin)‏ (و. 1886 – 1941 م) هو سياسي، وقاض، ومحام من الولايات المتحدة الأمريكية ولد في ميلدغفيل.
تولى منصب عضو مجلس الشيوخ الأمريكي .وهو عضو في الحزب الديمقراطي الأمريكي .